# Сесіліо де Рода-і-Лопес
Сесіліо де Рода-і-Лопес (ісп. Cecilio de Roda y López; 24 жовтня 1865, Альбуньоль — 27 листопада 1912, Мадрид) — іспанський музикознавець. 
Найвідоміший серією лекцій про музику в романі «Дон Кіхот» і в епоху його дії, прочитаної в 1905 р. в рамках ювілейної конференції до  300-річчю книги (надалі міркуваннями де Пологи користувався Мануель де Фалья при створенні опери «Балаганчик маестро Педро» за мотивами «Дон Кіхота») та знову знайденої та описаної їм у тому ж році записником Людвіга ван Бетховена 1825 року, що отримала з того часу назва «Блокнот де Пологи». 
В 1906 р. був обраний до складу Королівської академії витончених мистецтв Сан-Фернандо. 
У січні 1912 р. очолив Мадридську консерваторію, однак помер наприкінці того ж року. 